# Neolapethus orientalis
Neolapethus orientalis là một loài bọ cánh cứng trong họ Cerylonidae. Loài này được Sengupta & Pal miêu tả khoa học năm 1985.